# Leopold Franz Gruber
Leopold Franz Gruber (* um 1710; † 25. November 1784 in Wien) war ein österreichischer Jurist und Bürgermeister von Wien (1764 und 1767 bis 1773).

## Leben und Wirken
Leopold Franz Gruber wurde um das Jahr 1710 als Sohn des Leiblakaien der Kaiserin Amalie, Adam Franz Gruber († um 1735) und der Eva Justina Mannagetta von Lerchenau, der Tochter des Türnitzer Marktrichters Tobias Mannagetta von Lerchenau, welche dem Adelsgeschlecht Mannagetta (bzw. später Mannagetta von Lerchenau) angehörten, geboren. Nach seinem Studium der Rechtswissenschaften an der Universität Wien, das er mit dem Grad des jur. utr. Baccalaureus abschloss, wurde der damals 28-Jährige Stadtgerichtsbeisitzer, stieg in der Hierarchie allerdings nur langsam auf. Im Jahre 1746, Gruber befand sich zu diesem Zeitpunkt in seinen Mittdreißigern, wurde er Mitglied des Inneren Rats und mietete sich im Haus Zur großen Presse an der damaligen Adresse Stadt 509 ein. Drei Jahre später heiratete er Maria Anna Krazer (geborene Stadler; * um 1710; † 28. Mai 1788), die Witwe des Hausbesitzers. Als Beistände fungierten der ehemalige langjährige Bürgermeister Wiens Peter Joseph Kofler für Gruber und der damalige amtierende Bürgermeister Wiens Andreas Ludwig Leitgeb für die Braut. Nach dem Tod Leitgebs zwei Jahre später begann Koflers zweite Amtszeit, die von 1751 bis 1764 dauerte.
Nachdem auch Kofler während dieser Amtszeit gestorben war, folgte ihm Leopold Franz Gruber ins Amt des Bürgermeisters der Stadt Wien. Dieses Engagement war allerdings nur von kurzer Dauer, da man sich in weiterer Folge für Josef Anton Bellesini als Nachfolger entschied. Als auch Bellesini ab 12. November 1767 während seiner Amtszeit starb, wurde endgültig Gruber zum neuen Bürgermeister gewählt. In diesem Amt war er schließlich von 1767 bis 1773, wobei in diese Zeit auch einige weitere Ereignisse und Tätigkeiten Grubers fielen. So war er unter anderem im Jahre 1770 Praeses der städtischen Wiener Wirtschaftskommune und blieb auch nach 1774 deren Mitglied. Außerdem begann während seiner Zeit als Wiener Bürgermeister Joseph Daniel Huber mit der Arbeit an seinem Vogelschauplan. Am 10. März 1770 kam es zur Anordnung der ersten offiziellen Häusernummerierung; rund neun Monate später, am 15. Dezember 1779, erfolgte die Anordnung, dass Hausnummern so an den Häusern angebracht werden müssen, dass sie von der Straße aus sichtbar waren.
Im Juni 1771 wurde vom Niederländer Josef Harty beim Wiener Hofpostamt ein Plan für die Errichtung einer Kleinen Post vorgelegt. Der Plan sah eine Postverbindung zwischen der Stadt Wien und den Vorstädten vor und erhielt am 8. Februar 1772 ein Privileg für zehn Jahre. Bereits zu Beginn des nachfolgenden Monats wurde der Betrieb der Kleinen Post, die auch Klapperpost genannt wurde, weil sich die Postboten mittels hölzerner Handklappern bemerkbar machten. Die Amtsstube der Wiener Kleinen Post befand sich zu diesem Zeitpunkt an der Adresse Stadt 782, der heutigen Bäckerstraße 5 im 1. Wiener Gemeindebezirk. Im Jahre 1773 wurde Gruber durch Josef Georg Hörl als Bürgermeister der Stadt Wien abgelöst; Hörl sollte daraufhin zum längstdienenden Bürgermeister von Wien werden. Am 25. November 1784 starb der Altbürgermeister 74-jährig in seinem Haus Zur großen Presse an der heutigen Adresse Sterngasse 7. Das Gebäude wurde im Jahre 1961 gemeinsam mit dem Nachbargebäude Zur kleinen Presse (heutige Sterngasse 5) abgerissen, was einen Eklat verursachte, da die beiden Häuser zu diesem Zeitpunkt zu den ältesten erhaltenen Gebäuden Wiens zählten. So wurde das Eckhaus Zur großen Presse erstmals 1468 urkundlich erwähnt. Ein genaues Baujahr ist bis heute jedoch nicht bekannt.